# Itzhak Kadouri
Itzhak Kadouri (hébreu : יצחק כדורי, arabe : يسحاق كدوري), également orthographié Kaduri, Kadourie, Khaduri, Kedourie, de son nom de naissance Diba (7 septembre 1898 -  28 janvier 2006), était un grand rabbin spécialiste de la Kabbale.

## Jeunesse
Le jeune Itzhak Diba est né dans l'Empire ottoman, aux environs de Bagdad ou de Bassora, dans l'Irak actuel. Sa date de naissance exacte est inconnue, certains la situent entre 1895 et 1899, d'autres en 1892 (l'an juif 5652) de source sûre (après lui avoir posé la question au cours d'une visite en France dans les années 1990). Seuls éléments réputés connus, il serait né un samedi du mois de Tishri, durant les jours de Hol hamoëd de la fête juive de Souccot.
Son père est le rav Zeev Diba ou Katchouri Diba ben Aziza, un important commerçant en épices et parfums à Bagdad.
Très tôt, Itzhak donne des signes d'un grand intérêt pour la Torah. Son père, rabbi Zeev Diba, l'envoie étudier auprès du Ben Ich Hai (rabbi Yosef Chaim de Bagdad, décédé en 1909) puis auprès de son fils, rabbi Yaacov ‘Haïm, et il étudie à la yeshiva orthodoxe Zilkha.

## Vie en Palestine mandataire
Le rabbin Kadouri effectue durant trois ans un pèlerinage en Palestine mandataire puis retourne à Bagdad à l'appel de sa mère. Il émigre définitivement en terre d'Israël en 1922 où est accueilli dans la maison d’un notable de la ville, le rav Yaacov Yossef, père du futur grand-rabbin d'Israël Ovadia Yossef, de vingt ans son cadet, auprès duquel il étudie également durant quelque six mois.
C'est à cette époque qu'il change son nom de Diba en Kadouri. Il sert dans l'armée britannique en tant qu'interprète.

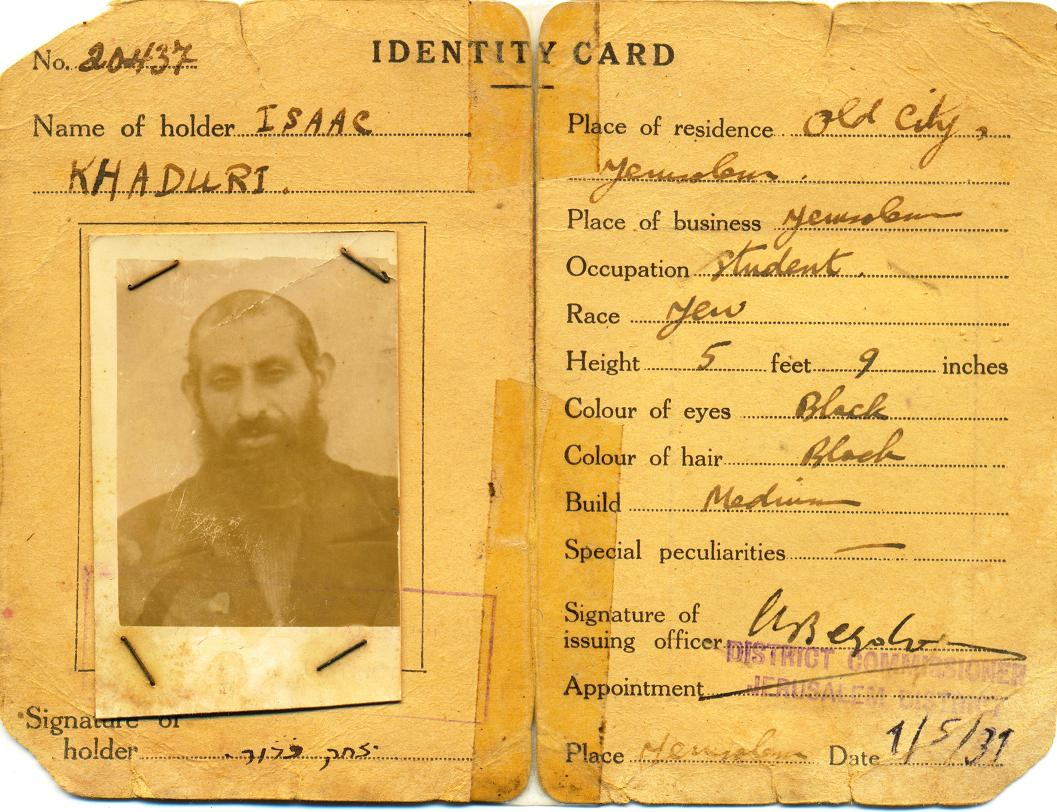
Carte d'identité de Itzhak Kadouri en 1939

À l'issue de son service, il part étudier à la yeshiva des kabbalistes de Shoshanim LeDavid. Il va ensuite s'installer avec sa famille en 1934 dans la vieille ville de Jérusalem où il étudie à la Yeshiva Porat Yosef auprès du rabbin Silam (ou Salman) Elyahou. Là, il s'intéresse à l’étude de la Kabbale, en plus de l’étude de la Guémara et de ses commentateurs. En même temps, il maintient une activité de relieur de livres car il n'a pas assez d'argent pour payer sa place à la yeshiva. « Le relieur » est d'ailleurs le surnom le plus utilisé à l'époque à Jérusalem pour le désigner puisqu'il s'était « engagé à relier tous les livres de la yéchiva et à recopier lui-même de rares ouvrages qui étaient arrivés à sa bibliothèque ». Doté d'une mémoire photographique, il aurait alors lu et retenu chacun des livres qu'on lui aurait apportés pour reliure, et connaissait le Talmud par cœur.
Lorsque la vieille ville tombe sous la coupe de la Jordanie pendant la guerre d'indépendance de 1948, les bâtiments de la yéchiva deviennent une forteresse pour protéger son intégrité mais après tous les efforts du rav Kadouri pour préserver ses trésors livresques, toute la yeshiva Porat Yossef et les maisons alentour sont brûlées par les soldats de la Légion jordanienne. En apprenant la disparition des précieux livres, Rav Kadouri aurait éclaté en sanglots.
Le rav Kadouri se déplace dans le quartier de Bucharim, dans la partie ouest de Jérusalem restée sous contrôle israélien. Il s'installe tout d'abord à la yéchiva Beth- Kel située rue Rachi puis fonde sa propre école dans ce quartier populaire séfarade de Bucharim, la Yéchiva Na’halat Its’hak qu’il dirige jusqu’à sa mort.
À la mort du rabbin Ephraïm Cohen dans les années 1960, l'un des chefs de la yeshiva Porat Yosef, Kadouri devient alors chef des kabbalistes et se met à recevoir des visiteurs de plus en plus fréquemment. Il acquiert alors une réputation grandissante auprès du public pour ses bénédictions, ses conseils, ses amulettes pour la guérison ou la réussite et ses dons de prédiction.
Il écrit plusieurs livres de kabbale qui contiennent essentiellement diverses versions d’amulettes mais refuse de les imprimer et de les diffuser et les laisse uniquement à ceux qui connaissent la sagesse cachée. « Un des seuls écrits ayant été publié à ce sujet est celui qu’il a rédigé pour le livre Tamim Tihiyé du Gaon rabbi Ya’akov Hillel, directeur de la yéchiva ’Hevrat Ahavat Chalom. Dans cet écrit, il précise que les seules versions d’amulettes autorisées à être écrites sont celles de rabbi Yéhouda Petaya « car il est expert dans le langage de la supplication de la miséricorde, et il connaît les noms parfaitement » ».
Sa première épouse Sarah étant décédée en 1990, il épouse en 1993 la rabbanite Dorit Kadouri.

## Fin de vie

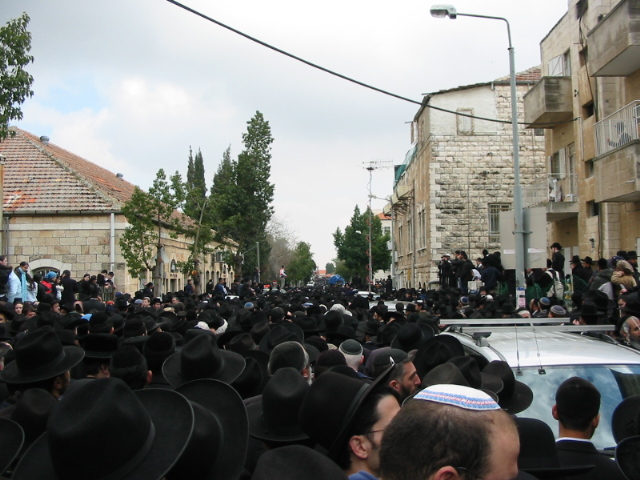
Cortège aux funérailles du rav Kadouri, 2006

Il soutient le parti des séfarades religieux Shass lancé par le rabbin Ovadia Yossef. « Ses "visions" politiques lui valent l'adhésion de nouveaux fidèles. En 1999, il prédit l'échec, constaté un an plus tard, des négociations israélo-syriennes sur la rétrocession du Golan, qu'il refuse de voir rendu à des non-juifs. Un an plus tard, le groupe de députés du Shass vote en bloc contre Shimon Pérès pour la présidence de l'État d'Israël assurant le succès d'un obscur député du Likoud, Moshé Katsav, dont Yitzhak Kadouri a prédit la victoire ». En revanche, le parti créé par son petit-fils enregistre un échec cinglant en 2003 lors des élections législatives.
Début 2006, souffrant d’une pneumonie, il est hospitalisé à l’hôpital Bikour ‘Holim de Jérusalem où il meurt le 28 janvier 2006 au soir (29 Tevet 5766). Sa réputation mondiale attire une foule immense, de l’ordre de 200 000 personnes et plus, qui prend part à ses funérailles. Le corps du rav est transporté de la Yéchiva Na’halat Its’hak jusqu’au cimetière de Givat Shaoul, un quartier religieux de Jérusalem.
Il confirma que la première lettre de chaque mot hébreu que la note contient forment ensemble "Yehoshua", le nom hébreu du "Joshua" biblique (Yehoshua Ben Num) qui fut le disciple de Moïse. Joshua mena les israélites dans leur conquête de Canaan. "Yehoshua" est étymologiquement relié à "Jésus" dans l'original grecque du nouveau testament. Singer a alors affirmé que la note n'épele pas "Yeshua", le nom utilisé par les groupes messianiques pour "Jésus Christ". Singer a aussi affirmé qu'aucun membre de la famille de Kadouri n'a communiqué quoi que ce soit de nouveau concernant la note.